# رایان آرسیدیاکونو
رایان آرسیدیاکونو (انگلیسی: Ryan Arcidiacono؛ زادهٔ ۲۶ مارس ۱۹۹۴) بازیکن بسکتبال اهل ایالات متحده آمریکا است.
از باشگاه‌هایی که در آن بازی کرده‌است می‌توان به شیکاگو بولز اشاره کرد.